# Tylototriton hainanensis
Tylototriton hainanensis är en groddjursart som beskrevs av Fei, Ye och Yang 1984. Tylototriton hainanensis ingår i släktet Tylototriton och familjen vattensalamandrar. IUCN kategoriserar arten globalt som starkt hotad. Inga underarter finns listade i Catalogue of Life.